# Монкривелло
Монкривелло (італ. Moncrivello, п'єм. Moncrivel) — муніципалітет в Італії, у регіоні П'ємонт, провінція Верчеллі.
Монкривелло розташоване на відстані близько 530 км на північний захід від Рима, 36 км на північний схід від Турина, 34 км на захід від Верчеллі.
Населення — 1430 осіб (2014).
Щорічний фестиваль відбувається 1 серпня. Покровитель — святий Євсевій із Верчеллі.

## Демографія
Населення за роками:

Станом на 1 січня 2023 року в муніципалітеті офіційно проживало 117 іноземців з 21 країни, серед них 70 громадян країн Євросоюзу.

## Сусідні муніципалітети
- Б'янце
- Борго-д'Але
- Боргомазіно
- Чильяно
- Ліворно-Феррарис
- Мальйоне
- Мацце
- Віллареджа
- Віске